# Calycomyza richardsi
Calycomyza richardsi är en tvåvingeart som beskrevs av Spencer 1963. Calycomyza richardsi ingår i släktet Calycomyza och familjen minerarflugor. Inga underarter finns listade i Catalogue of Life.